# Igreja Presbiteriana nos Estados Unidos
A Igreja Presbiteriana nos Estados Unidos ( em inglês Presbyterian Church in the United States - PCUS) foi uma denominação presbiteriana, do Sul dos Estados Unidos. Existiu entre os anos de 1861 e 1983. Esta denominação separou-se da Igreja Presbiteriana nos Estados Unidos da América, em 1861, por causa da questão da escravidão, durante a Guerra Civil dos Estados Unidos. Neste período, a denominação foi chamada de "Igreja Presbiteriana nos Estados Confederados da América" (Presbyterian Church in the Confederate States of America). Entre os membros da denominação: James Henley Thornwell, Robert Lewis Dabney, Benjamin Morgan Palmer, John L. Giradeau e L. Nelson Bell (o sogro de Billy Graham).
A PCUS enviou missionários para vários países, inclusive para o Brasil, colaborando diretamente para a formação da Igreja Presbiteriana do Brasil.
Em 1983, a PCUS fundiu-se com a Igreja Presbiteriana Unida nos Estados Unidos da América para fundar a atual Igreja Presbiteriana (EUA).